# Justyna
Justyna er et pigenavn, som stammer fra Polen.
| Fornavne | Spire Denne artikel om et fornavn er en spire som bør udbygges. Du er velkommen til at hjælpe Wikipedia ved at udvide den. |